# دييغو غونزاليس (لغوي)
دييغو غونزاليس (بالإسبانية: Diego González Holguín)‏ (و. 1560 – 1618 م) هو لغوي، وقسيس، ومبشر إسباني، توفي في ليما، عن عمر يناهز 58 عاماً.